# Южноафриканская горная гадюка
Южноафриканская горная гадюка (лат. Bitis atropos) — ядовитая змея из рода африканских гадюк.
Взрослая змея достигает в длину обычно от 30 до 40 см, но некоторые самки вырастают до 50—60 см.
Изолированные популяции находятся в горных районах южной части Африки. Вид населяет различные места обитания, предпочитая относительно прохладные места с большим количеством осадков. В северной части ареала, где зима прохладная и сухая, а лето тёплое и влажное, вид встречается на высоте до 3000 метров над уровнем моря, в Зимбабве встречается на отметке ниже 1500 метров над уровнем моря.
Питается ящерицами и мелкими земноводными. Яд имеет нейротоксическое действие.
Название получила в честь богини судьбы Атропос.